# Onderzeebootfrontgesp
De Onderzeebootfrontgesp (Duits: U-Boot-Frontspange) was een Duitse onderscheiding voor de onderzeebootbemanning gedurende de Tweede Wereldoorlog.

## Geschiedenis
De onderzeebootfrontgesp werd op 15 mei 1944 door de opperbevelhebber van de Kriegsmarine Großadmiral Karl Dönitz ingesteld. Dit om de onderzeedienst gelijk te trekken met andere krijgsmachtonderdelen van het Duitse Leger, die allemaal al een vergelijkbare onderscheiding hadden voor het erkennen van moed. Er waren geen gespecificeerde verdienste om deze gesp te verdienen; de gesp was gebaseerd op de aanbevelingen van de onderzeebootkapitein en werd onderworpen aan goedkeuring door Karl Dönitz. 
Één bron spreekt van drie criteria namelijk:
- het aantal patrouilles tegen de vijand;
- het risicofactor tegenover het aantal patrouilles;
- of persoonlijke dapperheid.

Een andere bronnen spreken van 90 dagen op zee als criteria voor de bronzen gesp. In de praktijk kwam dat neer op de zeedagen ingevulde in het logboek. De zilveren gesp werd uitgereikt na 120 dagen op zee.
De gesp werd gedragen direct boven de batons op de linkerborst.

## Ontwerp
Wilhelm Ernst Peekhaus uit Berlijn ontwierp de gesp. Het ontwerp bestond uit een centrale lauwerkrans met daarop een gestileerde onderzeeboot en aan beide zijde vleugels van eikenbladeren. De vleugels bestonden uit zes gespreide eikenbladeren (een totaal van twaalf). De gekruiste zwaarden versierde de onderkant van de krans, de onderzeeboot in het midden bootste het ontwerp van de onderzeebootoorlogsinsigne na. Het originele ontwerp uit 1944 had op de krans een geïntegreerde adelaar die een hakenkruis vasthield.

## Klasse
De gesp werd in drie klassen toegekend: 
- Brons - de laagste klasse. Deze werd uitgereikt op basis van het aantal oorlogspatrouilles, de risicofactor van de missie en voor persoonlijke dapperheid.
- Zilver - op 24 november 1944 werd de zilveren klasse geïntroduceerd, voor verdere erkenning van de houders van de bronzen onderzeebootfrontgesp voor continue verdienste en daden van dapperheid.[1][3][4][9]
- Goud - er waren rapportering van een gouden klasse, hoewel het onzeker blijft of deze ooit is toegekend. Christopher J. Ailsby, rapporteerde dat er een paar gouden versies geproduceerd waren, maar geen uitgereikt was.[7][9]

Alle klasse waren geproduceerd uit zink, dan ofwel gebronsd of verzilverd en verondersteld verguld.